# روبرت كلاوس
روبرت كلاوس (بالإنجليزية:  Robert Clouse)‏ (6 مارس 1928 - 4 فبراير 1997) مخرج وكاتب سيناريو ومنتج أمريكي، اشتهر بأفلام الحركة وأفلام الفنون القتالية.

## سيرة ذاتية
اشتهر خاصة باخرج فلم دخول التنين، الفلم ما قبل الأخير لبروس لي والذي كان سبب اهتمام جمهور السينما الغربي بأفلام الفنون القتالية، و بعد وفاة بروس لي، اشتغل على إكمال فلمه غير المكتمل لعبة الموت، حيث قام بتصوير مشاهد إضافية مع ممثل شبيه ببروس وكذلك تغيير الحبكة الدرامية، قام أيضا بكتابة سيناريو الفلم تحت اسم جان سبرز.
قام روبرت كلاوس كذلك بإخراج فيلم جاكي شان ذي بج براول وكان ذلك قبل أن يصبح مشهورا في الغرب، كذلك كتب كلاوس سيناريو الفيلم التلفزيوني الذي أخرجه ستيفن سبيلبرغ « شيء شرير ».